# Змеевы Горки
Змеевы Горки — деревня в Старицком районе Тверской области. Входит в состав Ново-Ямского сельского поселения.

## География
Находится в южной части Тверской области на расстоянии приблизительно 7 км на восток-северо-восток от районного центра города Старица недалеко от правого берега Волги.

## История
Деревня была отмечена как Горки ещё на карте 1825 года. В 1859 году здесь (деревня Старицкого уезда) было учтено 12 дворов, в 1941 году - 28.

## Население
Численность населения: 93 человека (1859 год), 19 (русские 95 %) в 2002 году, 13 в 2010.